# Filip Benković
Filip Benković, né le 13 juillet 1997 à Zagreb, est un footballeur croate. Il évolue au poste de défenseur central à Trabzonspor, où il est prêté par l'Udinese Calcio.

## Biographie

### Carrière en club

#### Dinamo Zagreb (2015-2018)
Filip Benković arrive au Dinamo Zagreb à l'âge de treize ans et signe en juin 2015 son premier contrat professionnel.

#### Leicester City (depuis 2018)
Le 9 août 2018, il s'engage avec Leicester City pour cinq années.
Le 31 août 2018, il est prêté à Celtic.
Le 31 janvier 2020, il est prêté à Bristol City.
Le 16 octobre 2020, il est prêté à Cardiff City.

## Statistiques
| Saison                | Club                  | Championnat           | Championnat | Championnat | Coupe nationale | Coupe nationale | Coupe de la Ligue | Coupe de la Ligue | Supercoupe | Supercoupe | Compétition(s) continentale(s) | Compétition(s) continentale(s) | Compétition(s) continentale(s) | Total | Total |
| Saison                | Club                  | Division              | M.          | B.          | M.              | B.              | M.                | B.                | M.         | B.         | Comp.                          | M.                             | B.                             | M.    | B.    |
| 2015-2016             | Dinamo Zagreb         | Prva HNL              | 13          | 0           | 2               | 0               | -                 | -                 | -          | -          | C1                             | 3                              | 0                              | 18    | 0     |
| 2016-2017             | Dinamo Zagreb         | Prva HNL              | 18          | 2           | -               | -               | -                 | -                 | -          | -          | C1                             | 10                             | 0                              | 28    | 2     |
| 2017-2018             | Dinamo Zagreb         | Prva HNL              | 25          | 4           | 3               | 0               | -                 | -                 | -          | -          | C3                             | 2                              | 0                              | 30    | 4     |
| Sous-total            | Sous-total            | Sous-total            | 56          | 6           | 5               | 0               | -                 | -                 | -          | -          | -                              | 15                             | 0                              | 76    | 6     |
| 2018-2019             | Leicester City        | Premier League        | -           | -           | -               | -               | 1                 | 0                 | -          | -          | -                              | -                              | -                              | 1     | 0     |
| Sous-total            | Sous-total            | Sous-total            | -           | -           | -               | -               | 1                 | 0                 | -          | -          | -                              | -                              | -                              | 1     | 0     |
| 2018-2019             | Celtic FC (prêt)      | Scottish Premiership  | 20          | 2           | 1               | 0               | 2                 | 0                 | -          | -          | C3                             | 4                              | 0                              | 27    | 2     |
| Sous-total            | Sous-total            | Sous-total            | 20          | 2           | 1               | 0               | 2                 | 0                 | -          | -          | -                              | 4                              | 0                              | 27    | 2     |
| Total sur la carrière | Total sur la carrière | Total sur la carrière | 76          | 8           | 6               | 0               | 3                 | 0                 | -          | -          | -                              | 19                             | 0                              | 104   | 8     |

## Palmarès
|  |  | Dinamo Zagreb - Prva HNL - Champion : 2016 et 2018 - Coupe de Croatie - Vainqueur : 2016 et 2018 |  | Celtic FC - Scottish Premiership - Champion : 2019 - Coupe de la Ligue écossaise - Vainqueur 2018 |